# Leslie Ann Jones
Leslie Ann Jones är en flerfaldig Grammyvinnare som producerat och mixat åt bland andra Dianne Reeves, Carmen McRae, Quincy Jones och Wayne Shorter. Hon har varit mix/sounddesigner på filmer som Apocalypse, Lost Highway och Requiem for a Dream, skrivit musiken till TV-spel som Star Wars: The Force Unleashed och Gears of War 2 och producerat ett flertal feministiska musiker och aktivister, bland andra Holly Near och Cris Williamson.

## Karriär
- ABC Studios, Los Angeles (1975–1978)
- The Automatt, San Francisco (1978–1984)
- Frilansande tekniker (1984–1987)
- Capitol Records, Hollywood (1987–1997)
- Skywalker Sound, Marin County (1997–nutid)[1]

## Producerade album, i urval
- 1981 – Con Funk Shun 7 (Con Funk Shun )
- 1981 – Something About You (Angela Bofill)
- 1983 – Too Tough  (Angela Bofill)
- 1985 – From The Heart (Meg Christian)
- 1988 – Take For Example This (William Edward Childs)
- 1988 – Urban Daydreams (David Benoit)
- 1989 – Twilight Is Upon Us (William Edward Childs)
- 1991 – Checkin' Out the Ghosts (Kim Carnes)
- 1991 – Miles & Quincy Live at Montreux (Miles Davis och Quincy Jones )
- 1992 – Love & Politics: A 30 Year Saga (Alix Dobkin)
- 1993 – Another Place (Margie Adam)
- 1993 – Requiem: The Holocaust (David Axelrod)
- 1995 – Absolutely! (Clayton-Hamilton Jazz Orchestra )
- 1996 – Dedicated to Nelson (Rosemary Clooney)
- 1996 – White Christmas (Rosemary Clooney)
- 1997 – Dear Ella (Dee Dee Bridgewater)
- 1997 – Mothers and Daughters (Rosemary Clooney)
- 1998 – The Concord Jazz Heritage Series (Rosemary Clooney)
- 2000 – Brazil (Rosemary Clooney)
- 2001 – Sentimental Journey: The Girl Singer and Her New Big Band (Rosemary Clooney)
- 2002 – Out of This World (Rosemary Clooney)
- 2002 – The Last Concert (Rosemary Clooney)
- 2005 – Reflections of Rosemary (Debby Boone)
- 2010 – Glow (Richard Barone)